# Chemin de la Côte Saint-Louis

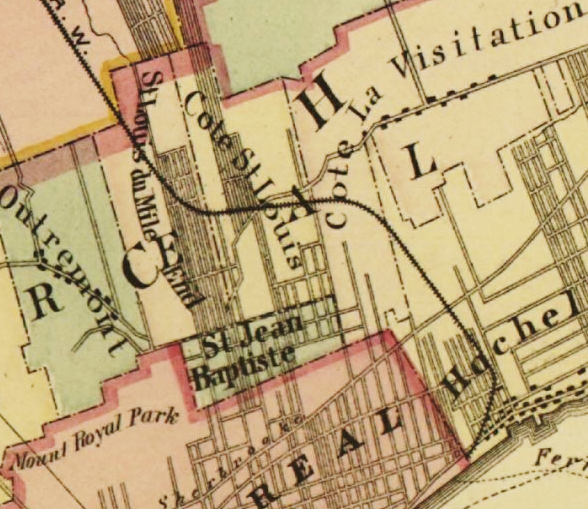
Détail de l'Atlas de la ville et de l'île de Montréal de 1879. Le chemin de la Côte Saint-Louis est la voie sinueuse au centre qui monte de gauche vers la droite.

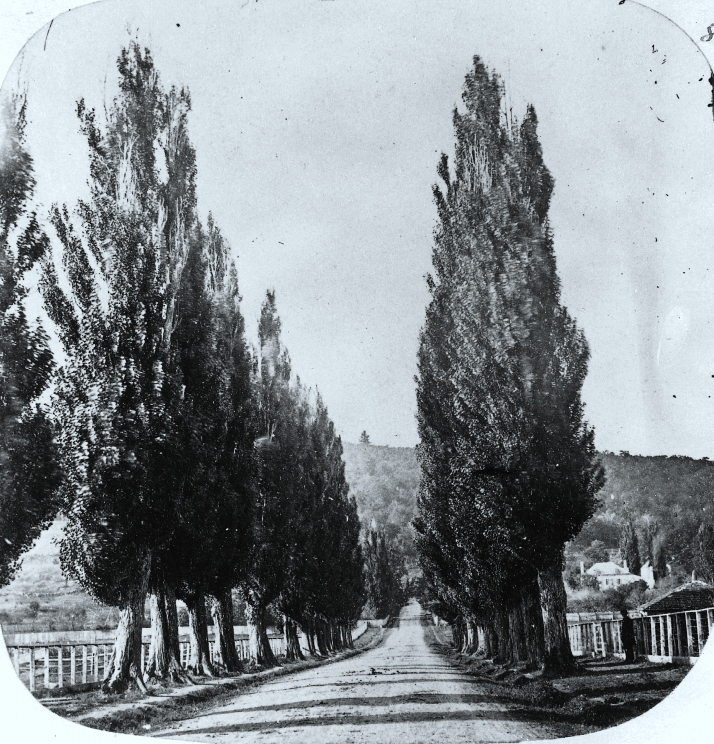
Chemin du Mile End ou de la Côte Saint-Louis, 1859. Il s'agit ici en fait, de l'extrémité Ouest de ce qui deviendra l'avenue du Mont-Royal, depuis les environs du boulevard Saint-Laurent, bordée à l'époque de gracieux peupliers lombards. Au loin, le mont Royal.

La chemin de la Côte Saint-Louis est une voie de Montréal. 

## Situation et accès
Le chemin de la Côte Saint-Louis est une voie historique du quartier Mile End. 

## Origine du nom
Il porte le nom du village de la Côte Saint-Louis (établi en 1846) qui est apparu près des carrières, à l'est du Mile-End moderne, son noyau villageois étant situé autour de l'actuelle intersection de la rue Berri et de l'avenue Laurier. 45° 31′ 41″ N, 73° 35′ 18″ O

## Historique
Le chemin de la Côte-Saint-Louis prend les noms de « chemin des tanneries » et « chemin des carrières », car il mène d'abord à une tannerie, ensuite à des carrières où on puise la pierre calcaire caractéristique de l'architecture montréalaise.
Lorsque l'île de Montréal était en grande partie rurale, un chemin pouvait emprunter une trajectoire sinueuse, tenant compte du relief du terrain et des besoins de l'époque, mais avec l'urbanisation de la campagne, la trame orthogonale des rues s'est imposée. Il reste cependant des traces de l'ancien chemin. Ainsi, la rue Gilford coupe obliquement la rue Saint-Denis. 45° 31′ 31″ N, 73° 35′ 09″ O
Plus au nord, la rue des Carrières, présente une forme sinueuse. 45° 32′ 15″ N, 73° 35′ 23″ O